# 張榮 (宋朝)
張榮，南宋初年抗金义军将领。
張榮出身渔民。北宋朝廷镇压与分化瓦解后梁山泊义军后，張榮继续以梁山泊为据点聚众起义，形成一支有船数百的水军。金军南下，張榮将矛头转向女真军队，号张敌万。建炎二年（1128年），金兵经山东南侵，张荣出动上万船只进行邀击。次年，金将挞懒再次由山东南侵，北返途中，张荣又给以猛烈打击。不久，因多次受到金兵的围攻，张荣率领全部人员船只顺清河南下，转移到楚州（今江苏淮安市）的鼍（tuo）潭湖，积茭为城，修造攻守之备，发展到万余人。后转移到盐城，绍兴元年（1131年）抵通州（今江苏南通市），在缩头湖（在今江苏兴化市东）建立水寨。金将挞懒统领大量船舰进攻，张荣于是率众登陆反击，大量歼灭敌人。《建炎以来系年要录》卷四十三同年四月庚午载：“金左监军昌（完颜挞懒）既为张荣所败，自楚州渡淮而北。”绍兴元年（1131年）三月，大败金元帅左监军完颜昌，“溺水而死或陷于泥淖者不可计”。后受南宋朝廷招安，任泰州知州。